# Top Gun (film)
Pour les articles homonymes, voir Top Gun.
Série
Top Gun: Maverick
(2022)
Pour plus de détails, voir Fiche technique et Distribution.
Top Gun est un film d'action américain réalisé par Tony Scott, sorti en 1986. Il met notamment en scène dans les rôles principaux Tom Cruise, Kelly McGillis, Anthony Edwards et Val Kilmer.
L'action se déroule en partie à Topgun, une école de combat aérien de la marine américaine.
Aujourd'hui considéré comme un film culte des années 1980, il a propulsé la carrière de Tom Cruise, faisant de lui une star internationale. Il connaît une suite, Top Gun: Maverick, sortie en 2022.

## Synopsis

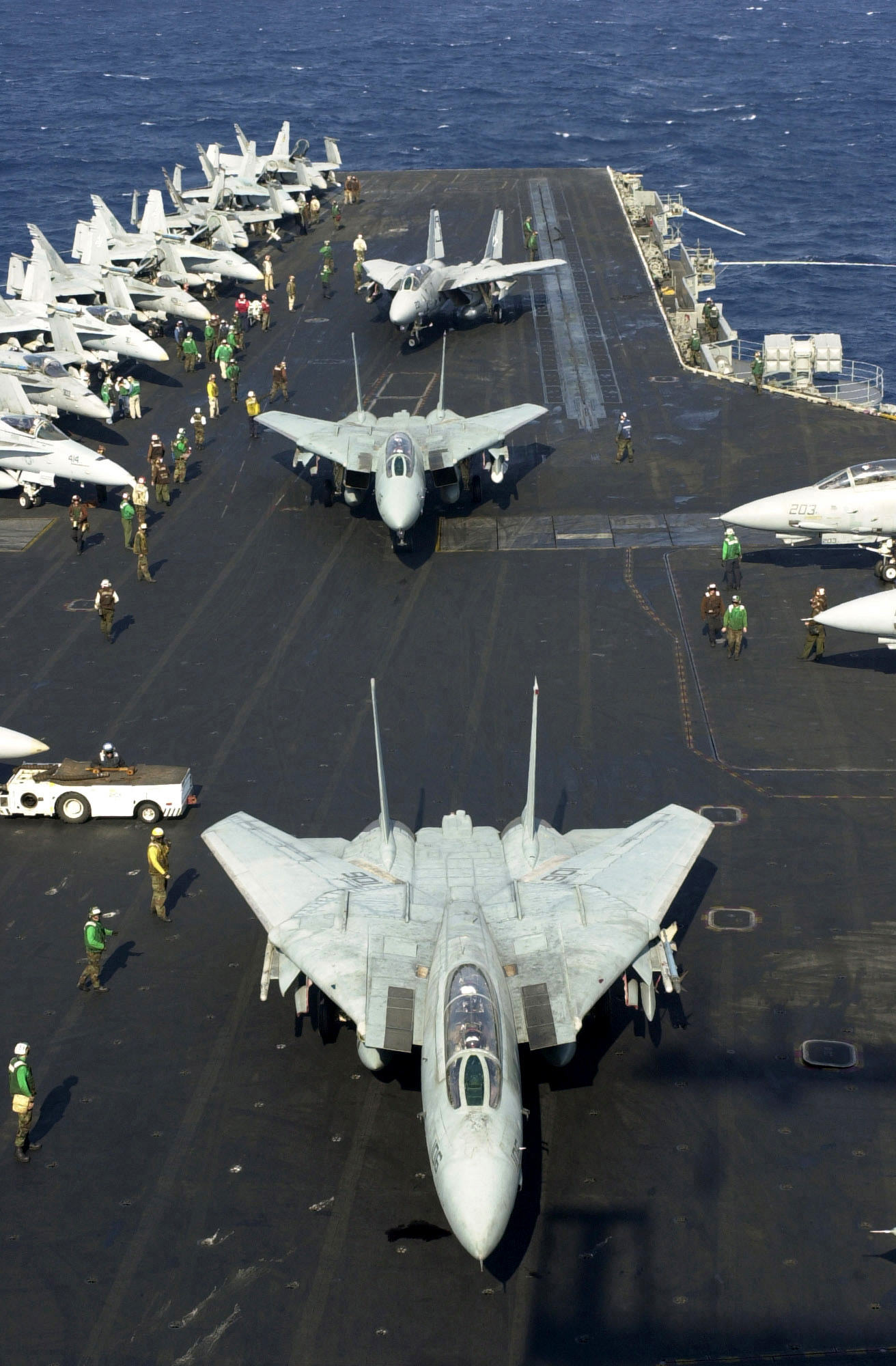
Des chasseurs Grumman F-14 Tomcat, l'avion principal du film, sur le pont de l'.

Dans l'océan Indien à la fin des années 1980, durant les dernières années de la guerre froide. Au cours d'une patrouille aérienne de routine, deux chasseurs F-14 Tomcat de l'US Navy embarqués sur le porte-avions USS Enterprise rencontrent deux chasseurs MiG-28 soviétiques, au comportement hostile. Les pilotes américains parviennent à mettre les avions soviétiques en fuite mais le leader de la formation, Bill « Cougar » Cortell, se retrouve en état de choc à la suite de l'accrochage. Le pilote de l'autre appareil américain, Pete « Maverick » Mitchell — un aviateur avec un tempérament de « chien fou », peu apprécié de sa hiérarchie et marqué par la disparition en vol de son père, le 5 novembre 1965, lors de la guerre du Viêt Nam — retourne alors chercher Cougar, malgré les ordres reçus et le manque de kérosène de son avion, et l'aide à se poser sur le porte-avions.
Choqué à la suite de l'incident, Cougar renonce au pilotage. Le commandant du groupe aérien embarqué, qui avait prévu d'envoyer Cougar à l'United States Navy Fighter Weapons School (surnommée « Top Gun »), l'école d'aviation pour l'élite de l'aéronavale américaine, se voit contraint d'affecter à sa place Maverick et son navigateur Nick « Goose » Bradshaw, afin qu'ils y perfectionnent leur technique en combat aérien.
Intégrant la Fighter Town de Miramar, les deux compères se retrouvent rapidement en compétition face au duo composé de Tom « Iceman » Kazansky et son navigateur, Ron « Slider » Kerner pour la première place au classement de Top Gun. Les stagiaires sont entraînés par certains des meilleurs instructeurs au monde, notamment les commandants Heatherly « Jester » et Metcalf « Viper » — ce dernier ayant volé avec le père de Maverick au Vietnam —. Peu après, le jeune Maverick s'amourache d'un des instructeurs, l'astrophysicienne Charlotte « Charlie » Blackwood. Cette dernière est au départ plus intéressée par la mission de Maverick avec le MiG (afin de faire avancer sa carrière) que par les sentiments que l'aviateur lui montre. Mais Charlie finit tout de même par tomber sous le charme de Maverick, cédant à sa fougue aux commandes d'un avion comme dans la vie.

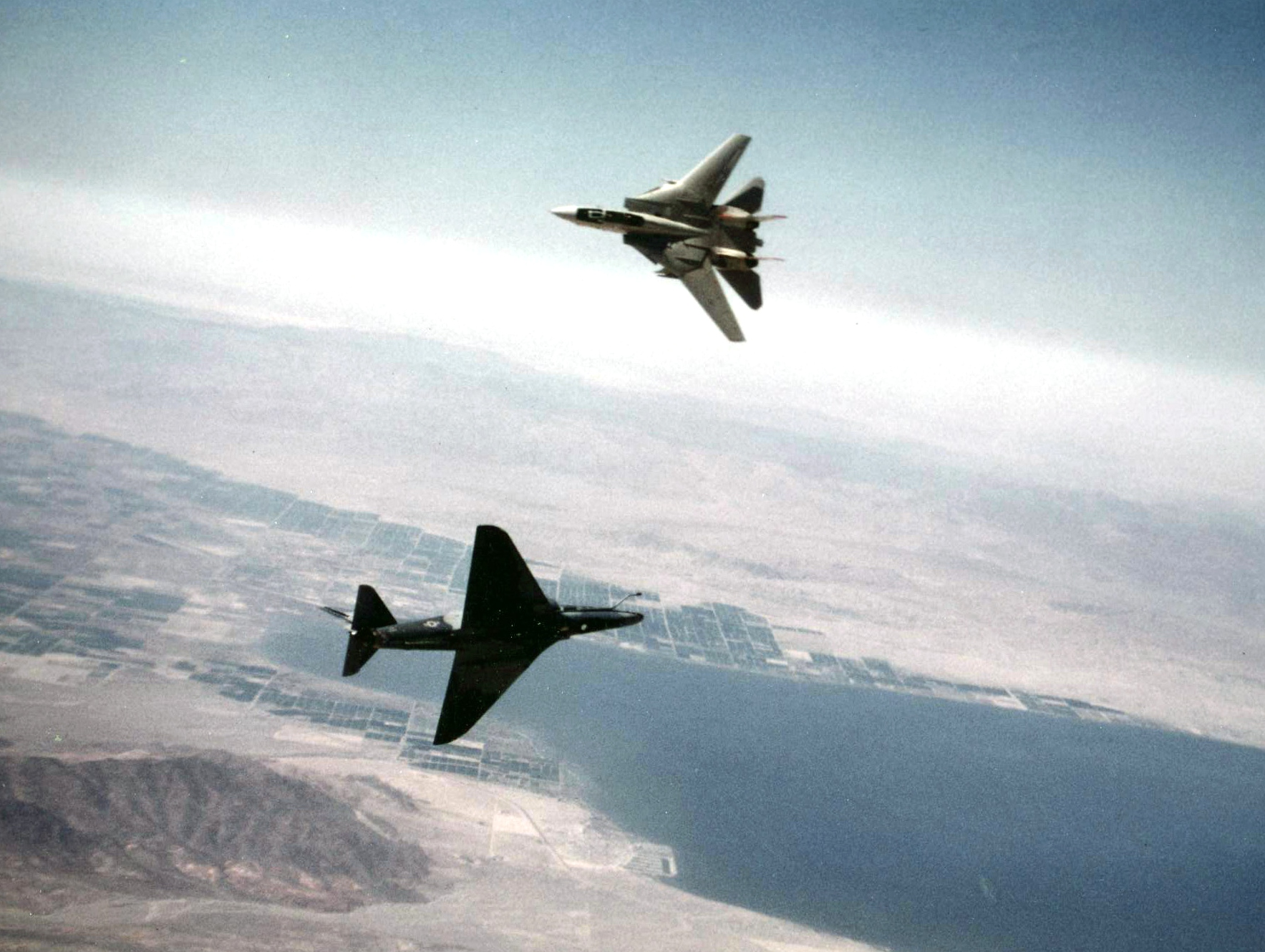
Un A-4F de l'US Navy en exercice de combat tournoyant avec un F-14, à l'image de l’entrainement à Top Gun montré dans le film.

Au fur et à mesure de l'avancée de leur instruction qui doit durer cinq semaines, la tension monte entre les deux équipages vedettes, jusqu'à l'accident fatal. Lors de cette mission, le souffle du réacteur du jet d'Iceman provoque une turbulence de sillage et l'extinction coup sur coup des réacteurs de l'avion de Maverick, suivi d'une vrille à plat incontrôlable. L'équipage parvient à s'éjecter mais Goose perd la vie en percutant la verrière. Bien qu'il ait été reconnu innocent par une commission d'enquête, Maverick perd alors toute confiance en lui et décide de tout plaquer, en dépit du soutien et des encouragements de Charlie. Cette dernière lui fait part de sa déception sans ménagement et part à Washington pour une nouvelle fonction. Seul le commandant de la base, Viper, lui apporte du réconfort en révélant à Maverick les secrets de la disparition de son père. L'aviateur retrouve la motivation pour terminer son stage à Top Gun, qui couronne Iceman meilleur pilote de sa promotion. Maverick accepte son échec et le félicite.
Après la cérémonie de remise des diplômes, les aviateurs sont renvoyés en mission. Affectés de nouveau sur l'USS Enterprise, les pilotes sont chargés de porter secours à un navire de liaison, l'USS Layton, en perdition dans les eaux territoriales ennemies de l'océan Indien. Les équipages Iceman/Slider et Hollywood/Wolfman décollent vers le lieu du sauvetage ; Maverick, qui fait désormais équipe avec Sam « Merlin » Wells, l'ancien navigateur de Cougar, est quant à lui placé en alerte sur le pont d'envol du porte-avions. Mais, durant la mission, le F-14 de Hollywood et Wolfman est abattu par des avions soviétiques, arrivés sur la zone et ayant engagé les avions américains en combat aérien. Les deux aviateurs s'éjectent ; Maverick est peu après envoyé en renfort.

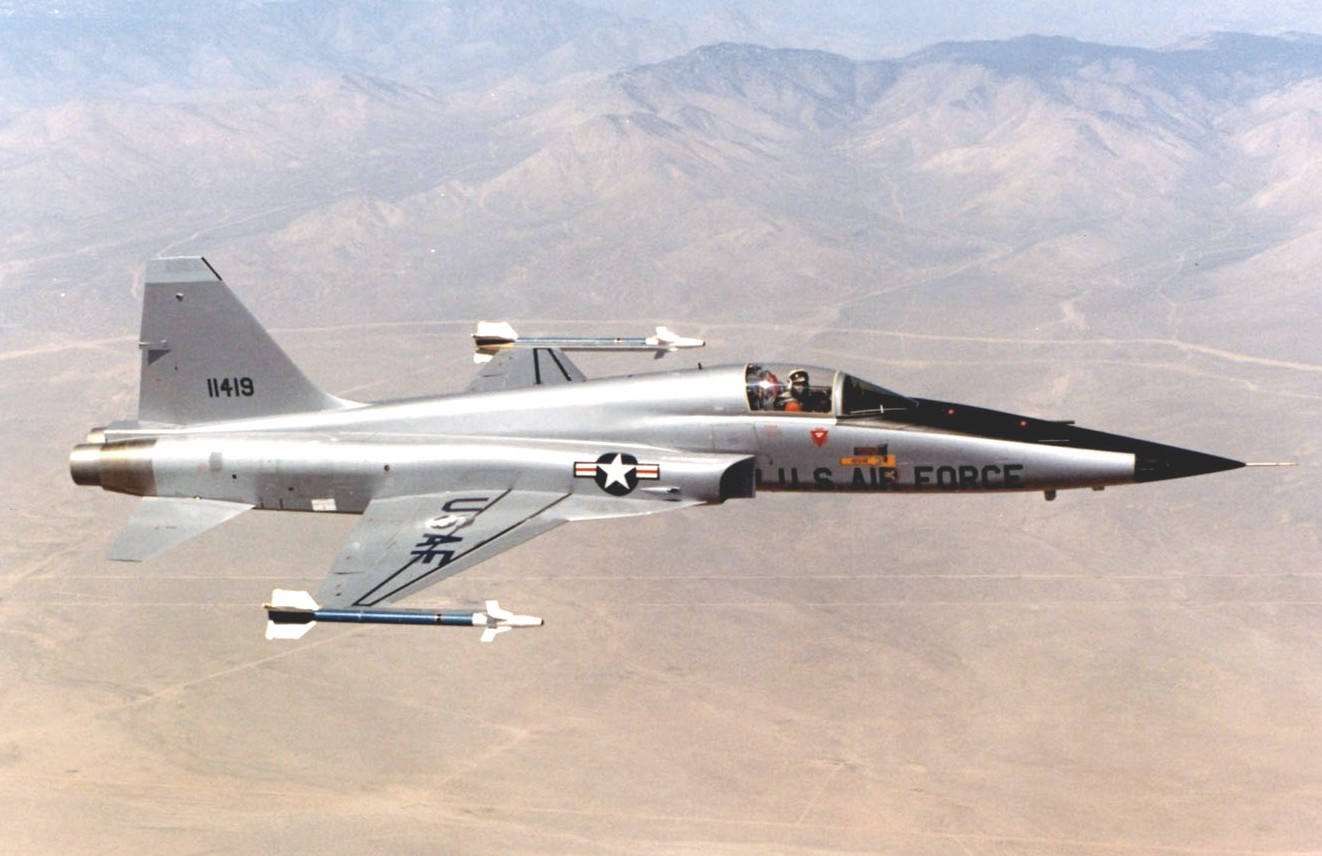
Des chasseurs F-5, peints en noir et affublés de l'étoile rouge, sont utilisés afin de représenter les avions soviétiques, nommés MiG-28 dans le film.

À peine arrivé dans la bataille, Maverick est coiffé par un MiG et décroche, à la suite d'une nouvelle vrille à plat due au souffle du réacteur de l'avion adverse. Il réussit cette fois à maîtriser la vrille, mais perd confiance et se retire de la mêlée. Cependant, grâce aux encouragements prodigués par Merlin et lorsqu'il évoque en pensée son ancien équipier Goose dont il a gardé la plaque d'identité, Maverick reprend courage et réengage le combat. Les catapultes de l’Enterprise étant momentanément hors service, les deux F-14 sont forcés de se battre à deux contre six. Mais, appliquant les méthodes acquises à Top Gun et grâce au talent qui lui est propre, Maverick réussit à abattre trois avions ennemis successivement, tandis qu'Iceman se défait d'un quatrième adversaire, forçant les deux derniers avions soviétiques à abandonner le combat.
À leur retour sur le porte-avions, les aviateurs sont fêtés en héros par l'équipage et Maverick et Iceman se réconcilient. Plus tard, le commandant du groupe aérien embarqué propose à Maverick la mutation de son choix. Fort logiquement, ce dernier choisit de devenir instructeur à Top Gun. Sur place, il y retrouve Charlie, avec qui son histoire semble repartir.

## Fiche technique
Sauf indication contraire, les informations mentionnées dans cette section peuvent être confirmées par les bases de données cinématographiques IMDb et Allociné,  présentes dans la section « Liens externes ».
- Titre original : Top Gun
- Réalisation : Tony Scott
- Scénario : Jim Cash et Jack Epps Jr., d'après l'article de presse Top Guns du California Magazine écrit par Ehud Yonay
- Musique : Harold Faltermeyer et Giorgio Moroder[1]
  - Montage musical : Bob Badami
- Décors : John DeCuir Jr.
- Maquillage : Rick Sharp et Scott H. Eddo
- Coiffure : K.G. Ramsey
- Photographie : Jeffrey L. Kimball
- Son : Cecelia Hall, Rick Kline, Donald O. Mitchell, Kevin O'Connell, George Watters II
- Montage : Chris Lebenzon et Billy Weber
- Production : Jerry Bruckheimer et Don Simpson
  - Production déléguée : Bill Badalato
  - Production associée : Warren Skaaren
- Sociétés de production : Paramount Pictures et Don Simpson/Jerry Bruckheimer Films
- Sociétés de distribution : Paramount Pictures (États-Unis, Canada) ; United International Pictures (France) ; Splendor Films (France, ressortie en 2015)
- Budget : 60 millions de $[2]
- Pays de production :  États-Unis
- Langue originale : anglais
- Format : couleur (Metrocolor) - 35 mm - 2,35:1 (Panavision) - son Dolby stéréo
- Genre : action, drame, romance
- Durée : 109 minutes
- Dates de sortie[3] :
  - États-Unis : 16 mai 1986 (sortie nationale) ; 27 septembre 1986 (ressortie limitée) ; 24 juillet 2007 (EAA AirVenture Convention) ; 30 avril 2011 (ressortie limitée) ; 8 février 2013 (version IMAX 3D) ; 30 juillet 2015 (Traverse City Film Festival) ; 12 octobre 2016 (Tacoma Film Festival)
  - Québec : 16 mai 1986[4]
  - France : septembre 1986 (Festival du cinéma américain de Deauville) ; 17 septembre 1986 (sortie nationale)[5] ; 30 septembre 2015 (ressortie en 3D)
  - Suisse romande : 17 septembre 1986[6]
- Classification[7] :
  - États-Unis : des scènes peuvent heurter les enfants - accord parental souhaitable (PG - Parental Guidance Suggested)
  - France : tous publics[8]
  - Belgique : tous publics (Alle Leeftijden)[9]
  - Québec : tous publics (G - General Rating)[4]

## Distribution
- Tom Cruise (VF : Patrick Poivey) : le lieutenant Peter Mitchell, alias « Maverick »
- Kelly McGillis (VF : Maïk Darah) : Charlotte Blackwood, alias « Charlie »
- Val Kilmer (VF : Jean-Paul Tribout) : le lieutenant Tom Kazansky, alias « Iceman »
- Anthony Edwards (VF : José Luccioni) : l'enseigne de vaisseau 1re classe Nick Bradshaw, alias « Goose »
- Tom Skerritt (VF : Jean-Claude Balard) : le commandant Mike Metcalf, alias « Viper »
- Michael Ironside (VF : Jean Barney) : le commandant Rick Heatherly, alias « Jester »
- John Stockwell (VF : Philippe Peythieu) : le lieutenant Bill Cortell, alias « Cougar »
- Barry Tubb (en) (VF : Éric Legrand) : le lieutenant Henry Ruth, alias « Wolfman »
- Rick Rossovich : l'enseigne de vaisseau Ron Kerner, alias « Slider »
- Tim Robbins (VF : Bernard Soufflet) : l'enseigne de vaisseau Sam Wells, alias « Merlin »
- Clarence Gilyard, Jr. (VF : Tola Koukoui) : le lieutenant Marcus Williams, alias « Sundown »
- Whip Hubley (VF : Éric Etcheverry) : le lieutenant Rick Neven, alias « Hollywood »
- James Tolkan (VF : William Sabatier) : le commandant Tom Jordan, alias « Stinger »
- Meg Ryan (VF : Virginie Ledieu) : Carole Bradshaw
- Adrian Pasdar (VF : Éric Legrand) : le lieutenant Charles Piper, alias « Chipper »
- Version française
  - Studio de doublage : Passeport Films[10]
  - Direction artistique : Jean-Pierre Dorat
  - Adaptation : Anne & Georges Dutter et Philippe Videcoq

## Production

### Genèse et développement
Le cinéma de guerre froide fait moins recette dans les années 1970, du fait de la politique de détente, ce qui incite le Pentagone à se servir d'Hollywood comme d'un instrument de propagande en phase avec la politique de réarmement militaire et idéologique de Ronald Reagan. L'appareil de sécurité nationale des États-Unis cherche ainsi dans les années 1980 à aider et conseiller des producteurs de films militaires, afin de redorer l'image de l'Armée auprès d'une opinion publique américaine encore profondément marquée par le syndrome vietnamien (en). C'est dans ce contexte que naissent des films comme la série Rambo, L'Aube rouge, Commando, Aigle de fer ou Top Gun qui véhiculent des messages de propagande de l'armée,.
Le scénario s'inspire de l'article Top Guns d'Ehud Yonay, paru en mai 1983 dans le magazine California et parlant de l'école de la Marine Corps Air Station Miramar.
Avant même que le script soit écrit, les producteurs font approuver leur scénario à la direction du Pentagone pour qu'elle procède à un montage visant à présenter l’armée sous son jour le plus favorable. En échange, le Secrétaire à la Marine John Lehman met à disposition des équipes de tournage l'utilisation de bases aéronavales, de leurs chasseurs et hélicoptères, ainsi que d'un porte-avion, et fait payer 1.8 million de dollars à Paramount Pictures pour ces services,. Finalement, le Pentagone a obtenu plusieurs changements : le titre du film, qui est passé de Top Guns à Top Gun ; la cause de la mort de Goose (plutôt qu'une collision, ce qui arrive plus fréquemment, le script final fait heurter sa tête contre la verrière de l'avion lors de son éjection) ; une scène de crash est supprimée ; Charlotte Blackwood est initialement une instructrice militaire, avant de devenir issue du domaine civil, les relations entre militaires n'étant pas acceptées au sein de l'armée à cette époque ; le pays contre lequel combat la Navy à la fin du film, la Corée du Nord, n'est plus mentionné.
La réalisation est proposée d'abord à John Carpenter et David Cronenberg, mais les producteurs désireux de développer un nouveau style visuel à Hollywood, choisissent Tony Scott, ayant repéré son esthétique chic, son montage saccadé et le choix de ses bandes sonores dans le film Les Prédateurs et son clip publicitaire pour Saab.

### Attribution des rôles
Pour incarner le personnage de Maverick, plusieurs stars en devenir de l'époque furent sollicitées comme les acteurs Patrick Swayze, Emilio Estevez, Nicolas Cage, John Cusack, Matthew Modine, Matthew Broderick, Sean Penn, Michael J. Fox, Scott Baio, Tom Hanks, Charlie Sheen, Jim Carrey, Rob Lowe, John Travolta, Eric Stoltz et Robert Downey Jr..
Pour incarner le rôle de Charlie Blackwood, les actrices Linda Fiorentino, Brooke Shields, Ally Sheedy, Debra Winger, Tatum O'Neal, Jodie Foster, Linda Hamilton, Daryl Hannah, Diane Lane, Sarah Jessica Parker et Carrie Fisher furent sollicitées. Mais les producteurs voulaient une inconnue du grand public et engagèrent finalement Kelly McGillis, après avoir vu sa performance dans Witness (1985).[réf. souhaitée]
Les acteurs Jon Voight et Louis Gossett Jr. ont, quant à eux, été sollicités pour le rôle de Viper.
Tom Cruise refusa tout d'abord de participer au film, notamment à cause des scènes de vestiaires et du pitch du film, qui pour lui évoquait un « Flashdance dans le ciel » mais finit par accepter, en échange d'un million de dollars.
Dans la scène du bar, l'homme qui a rendez-vous avec Charlie est Pete Pettigrew, dans la vie réelle un ancien pilote de l’United States Navy et un instructeur à Top Gun, par ailleurs consultant pour le film. Son indicatif de vol était « Viper », tout comme le personnage incarné par Tom Skerritt.

### Tournage

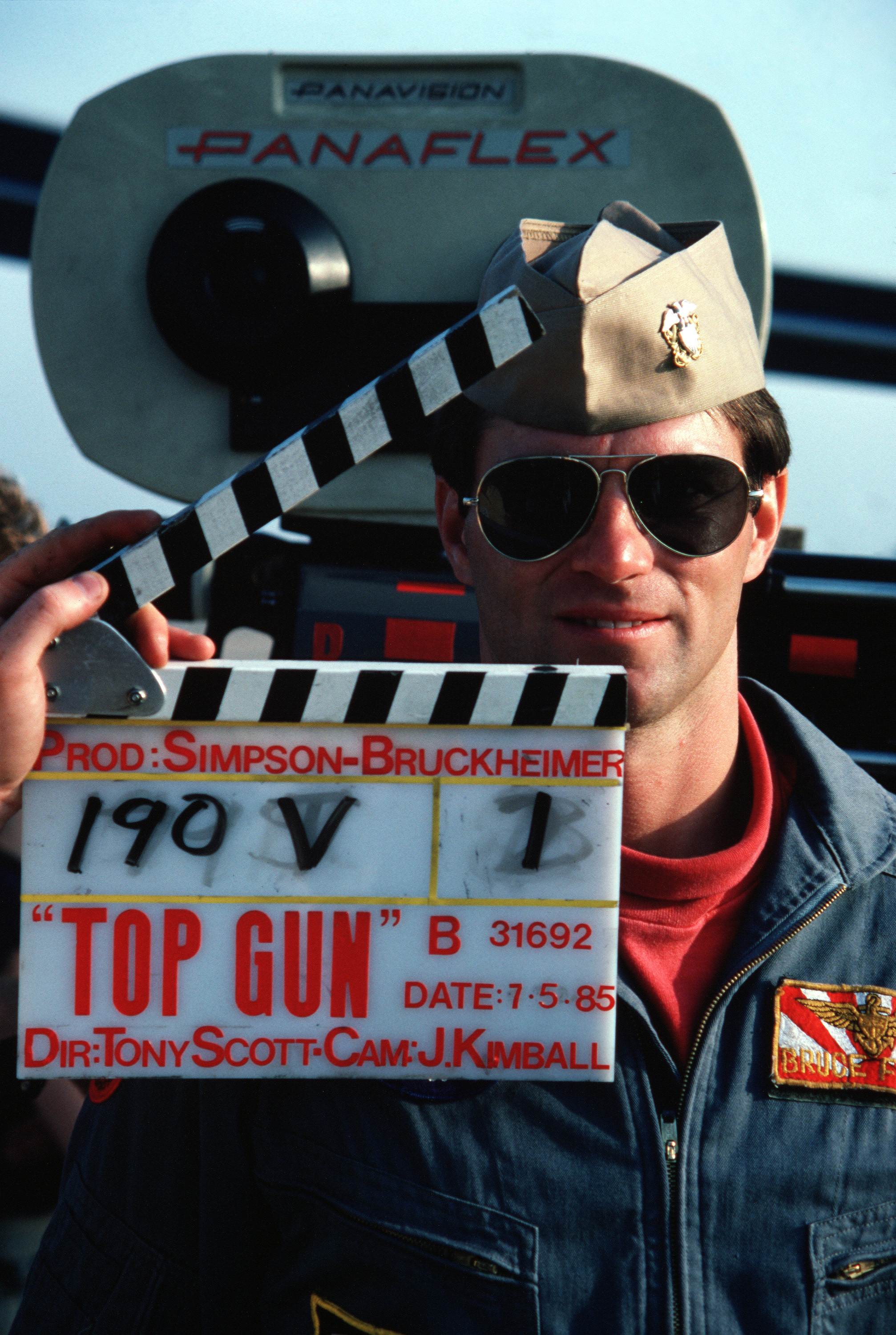
Tournage du film.

Le tournage du film a eu lieu du 26 juin au 26 décembre 1985, principalement en Californie (Oceanside, San Diego, Oakland, Coronado, Naval Air Station North Island), dans le Nevada (NAS Fallon), à Chicago ainsi que dans l'océan Pacifique.
Il a été marqué par le renvoi à trois reprises du réalisateur Tony Scott, qui sera finalement « repris » à chaque fois. Scott retravaillera cependant peu après avec le duo Jerry Bruckheimer-Don Simpson sur Le Flic de Beverly Hills 2 et Jours de tonnerre.
Le pilote de voltige aérienne Art Scholl (en) est présumé mort durant le tournage : durant une vrille dos à plat, son avion s'est échoué dans l'Océan Pacifique et son corps et l'avion n'ont pas été retrouvés ; le film lui est d'ailleurs dédié. De nombreuses acrobaties sont réalisées par Scott Altman, qui deviendra astronaute par la suite.

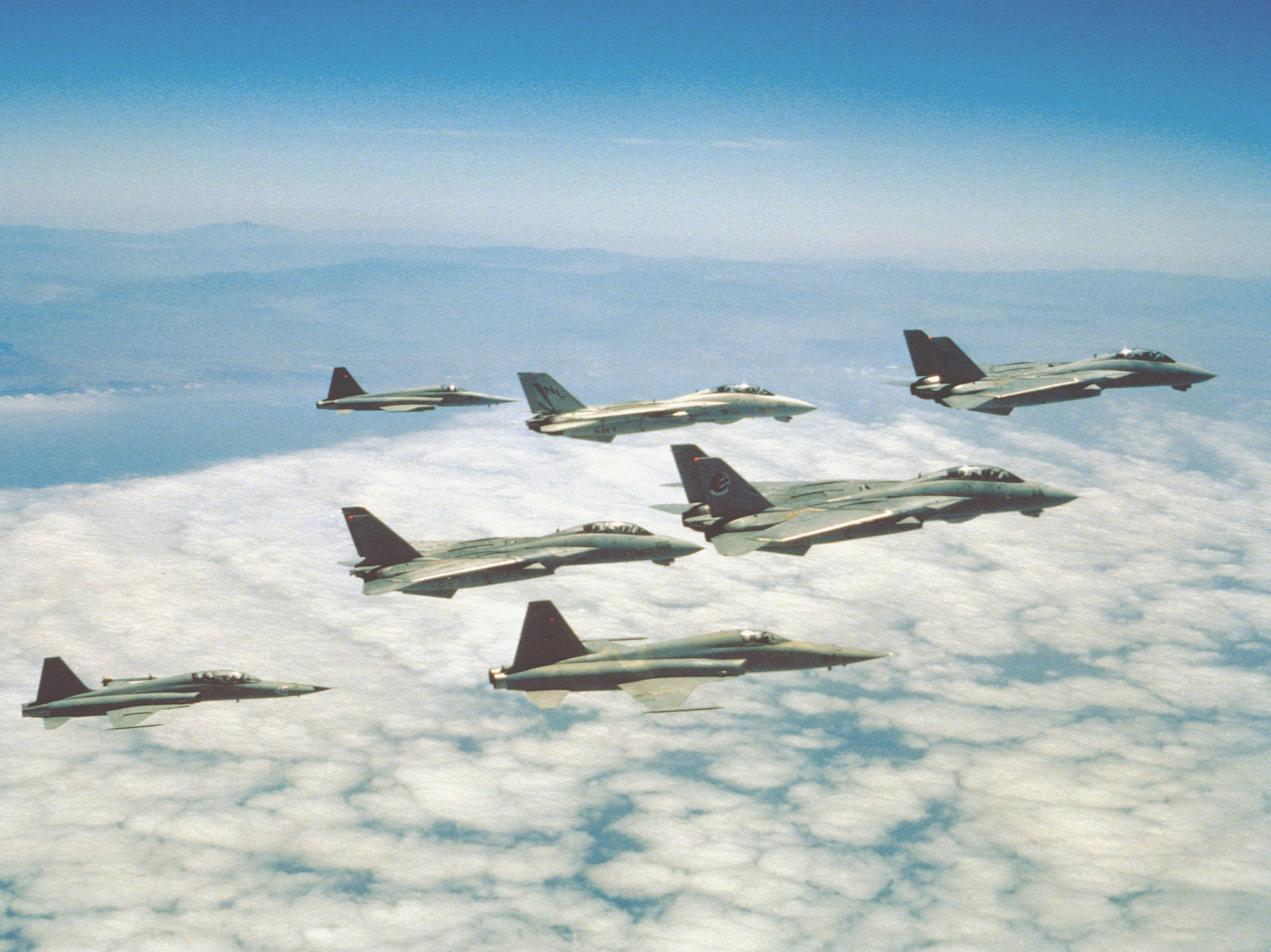
Formation de F-14 Tomcat de l'United States Navy Fighter Weapons School, accompagnée de Northrop F-5 Tiger.

### Musique
Singles
1. Danger Zone
Sortie : 13 mai 1986
2. Mighty Wings
Sortie : 1986
3. Playing with the Boys
Sortie : 1986
4. Take My Breath Away
Sortie : 15 juin 1986
5. Heaven in Your Eyes
Sortie : 2 août 1986
6. Top Gun Anthem
Sortie : 1986

La bande originale est initialement publiée en 1986 sur Columbia Records. Elle est composée de chansons de divers artistes. Très teinté pop rock et synthpop, l'album est notamment porté par les singles Danger Zone et Take My Breath Away.
Take My Breath Away, composée par Giorgio Moroder, écrite par Tom Whitlock et interprétée par le groupe de new wave Berlin, sera un succès international et se classera à la première place des classements dans de nombreux pays,,,,,,.
| 1.  | Danger Zone                                   | Giorgio Moroder, Tom Whitlock             | Kenny Loggins                      | 3:36 |
| 2.  | Mighty Wings                                  | Harold Faltermeyer, Mark Spiro            | Cheap Trick                        | 3:51 |
| 3.  | Playing with the Boys                         | Kenny Loggins, Peter Wolf, Ina Wolf       | Kenny Loggins                      |      |
| 4.  | Lead Me On                                    | Giorgio Moroder, Tom Whitlock             | Teena Marie                        | 3:47 |
| 5.  | Take My Breath Away (Love Theme From Top Gun) | Giorgio Moroder, Tom Whitlock             | Berlin                             | 4:15 |
| 6.  | Hot Summer Nights                             | Alan Roy Scott, Michael Jay, Roy Freeland | Miami Sound Machine                | 3:38 |
| 7.  | Heaven in Your Eyes                           | John Dexter, Mike Reno, Paul Dean         | Loverboy                           | 4:04 |
| 8.  | Through the Fire                              | Giorgio Moroder, Tom Whitlock             | Larry Greene                       | 3:46 |
| 9.  | Destination Unknown                           | Franne Golde, Jake Hooker, Paul Fox       | Marietta                           | 3:48 |
| 10. | Top Gun Anthem                                | Harold Faltermeyer                        | Harold Faltermeyer & Steve Stevens | 4:13 |

| 11. | (Sittin' on) The Dock of the Bay  | Otis Redding, Steve Cropper            | Otis Redding           | 2:42 |
| 12. | Memories                          | Harold Faltermeyer                     | Harold Faltermeyer     | 2:57 |
| 13. | Great Balls of Fire               | Jack Hammer, Otis Blackwell            | Jerry Lee Lewis        | 1:51 |
| 14. | You've Lost That Lovin' Feeling   | Barry Mann, Cynthia Weil, Phil Spector | The Righteous Brothers | 3:44 |
| 15. | Playing with the Boys (Dance Mix) | Ina Wolf, Kenny Loggins, Peter Wolf    | Kenny Loggins          | 6:41 |

| 16. | Can't Fight This Feeling    | Kevin Cronin                                                      | REO Speedwagon | 4:55 |
| 17. | Broken Wings                | Richard Page, Steve George, John Lang                             | Mr. Mister     | 4:24 |
| 18. | The Final Countdown         | Joey Tempest                                                      | Europe         | 3:58 |
| 19. | Nothing's Gonna Stop Us Now | Albert Hammond, Diane Warren                                      | Starship       | 4:25 |
| 20. | The Power of Love           | Gunther Mende, Candy DeRouge, Jennifer Rush, Mary Susan Applegate | Jennifer Rush  | 4:27 |

#### Classements et certifications
| Année | Classement    | Position |
| ----- | ------------- | -------- |
| 1986  | Billboard 200 | 1        |

| Année | Titre                 | Classement        | Position |
| ----- | --------------------- | ----------------- | -------- |
| 1986  | Danger Zone           | Billboard Hot 100 | 2        |
| 1986  | Take My Breath Away   | Billboard Hot 100 | 1        |
| 1986  | Heaven in Your Eyes   | Billboard Hot 100 | 12       |
| 1986  | Playing with the Boys | Billboard Hot 100 | 60       |

| Pays                  | Certification | Ventes    |
| --------------------- | ------------- | --------- |
| Canada (Music Canada) | 5 × Platine   | 500 000   |
| France (SNEP)         | 2 × Platine   | 481 400   |
| Allemagne (BVMI)      | Platine       | 500 000   |
| Hong Kong (IFPI)      | Platine       | 20 000    |
| Japon (RIAJ)          | Or            | 100 000   |
| Royaume-Uni (BPI)     | 2 × Platine   | 600 000   |
| États-Unis (RIAA)     | 9 × Platine   | 9 000 000 |

## Accueil

### Accueil critique
Lors de sa sortie en salles, Top Gun rencontre une critique mitigée.
Sur le site agrégateur de critiques Rotten Tomatoes, le film est crédité d'un score de 59 % d'avis positifs, sur la base de 76 critiques collectées et une note moyenne de 6,80/10 ; le consensus du site indique : « Bien qu'il présente certaines des images aériennes les plus mémorables et les plus électrisantes prises avec un œil expert [et dirigées vers] l'action, Top Gun offre trop peu de choses à mâcher aux téléspectateurs non adolescents lorsque ses personnages ne sont pas dans les airs ». Sur Metacritic, le film obtient une note moyenne pondérée de 50 sur 100, sur la base de 15 critiques collectées ; le consensus du site indique : « Avis mitigés ou moyens ».
Pour le critique américain Roger Ebert du Chicago Sun-Times, qui a attribué au film une note de 2,5 étoiles sur 4, « les films comme Top Gun sont difficiles à juger parce que les bonnes parties sont si bonnes et les mauvaises parties sont si implacables. Les combats aériens sont absolument les meilleurs depuis les scènes aériennes électrisantes de Clint Eastwood dans Firefox. Mais attention aux scènes où les gens se parlent ».
De nombreuses critiques rejettent l'esthétique et le haut concept (en) du film, voyant en lui une émanation du phénomène des superproductions des années 1970, c'est-à-dire un produit calibré, plébiscité par le public et adulé par les décideurs de l'industrie hollywoodienne. Pour le critique et historien du cinéma Mark Harris, Top Gun est le blockbuster emblématique qui annonce la fabrication en série de films sur-marketés (haut concept, promotion massive par des affiches tape-à-l'œil avec une bonne phrase d'accroche et bande-annonces explosives de suites, remakes, reboots ou préquelles, dans le cadre de franchises) et la mort de l'industrie hollywoodienne,.

### Box-office
Top Gun a été un succès au box-office et a propulsé la carrière de Tom Cruise et de Kelly McGillis. Il a rapporté à sa sortie en salle 177 millions de dollars aux États-Unis et plus de 353 millions dans le monde entier (faisant de ce film le plus gros succès mondial de l'année 1986), pour un budget d'environ 15 millions de dollars. En France, le film totalise 3 570 719 entrées.

## Distinctions
Source : Internet Movie Database et Allociné

### Récompenses

#### 1986
- Bravo Otto[52] :
  - Otto d'or des stars masculines de cinéma pour Tom Cruise
  - Otto d'or des stars féminines de cinéma pour Kelly McGillis

#### 1987
- ASCAP Award :
  - Compositeurs du meilleur film au box-office pour Harold Faltermeyer
  - Chansons les plus jouées de films cinématographiques pour Giorgio Moroder et Tom Whitlock (Take My Breath Away)
- Brit Awards : Brit de la meilleure bande originale de film
- Golden Globes : Golden Globe de la meilleure chanson originale pour Take My Breath Away – Giorgio Moroder (musique) et Tom Whitlock (paroles)
- Goldene Leinwand : écran d'or[h]
- Grammy Awards : Grammy de la meilleure performance pop instrumentale (Orchestre, Groupe ou Soliste) pour Top Gun Anthem de Harold Faltermeyer et Steve Stevens
- Motion Picture Sound Editors Awards :
  - Golden Reel Award des meilleurs effets sonores et bruitages dans un film
  - Golden Reel Award du meilleur montage son des doublages
- Oscars : Oscar de la meilleure chanson originale pour Take My Breath Away (paroles de Tom Whitlock et musique de Giorgio Moroder)
- People's Choice Awards : prix du public du film préféré

### Nominations

#### 1987
- American Music Awards : album pop/rock préféré pour la bande originale du film
- Golden Globes : meilleure musique de film pour Harold Faltermeyer
- Jupiter Awards :
  - Meilleur film international
  - Meilleur acteur international pour Tom Cruise
  - Meilleure actrice internationale pour Kelly McGillis
- Oscars :
  - Meilleur son pour Kevin O'Connell, William B. Kaplan, Rick Kline et Donald O. Mitchell
  - Meilleur montage pour Chris Lebenzon et Billy Weber
  - Meilleur montage sonore pour Cecelia Hall et George Watters II

#### 1988
- Awards of the Japanese Academy : meilleur film étranger

### Sélections
- Festival du cinéma américain de Deauville 1986 : premières - hors compétition pour Tony Scott

### Conservation
En 2015, le film est sélectionné par le National Film Preservation Board pour conservation au National Film Registry de la Bibliothèque du Congrès, en raison de son apport « culturel, historique ou esthétique » à la culture américaine.

## Analyse
Les affrontements virils des deux jeunes et beaux aviateurs rivaux Maverick et Iceman sont interprétés par différentes personnes analysant le film (vision défendue notamment par Quentin Tarantino lors d’un monologue dans Sleep With Me) comme une allusion à leur potentialité homosexuelle. Ils décèlent l'approche homoérotique de la caméra de Scott qui filme ses protagonistes masculins comme des objets de désir (dans les vestiaires ou dans la séquence match de beach-volley où ils exposent leurs corps torses nus et luisants).

### Erreurs et incohérences
Le film comporte de nombreuses erreurs et incohérences.
- Le porte-avions du film est l'USS Enterprise (CVN-65), bien que Maverick et Goose semblent appartenir à la flottille de chasse VF-1 « Wolfpack », selon les écussons de leurs combinaisons et les insignes du casque de Goose. En revanche, les décorations d'escadrilles des avions du film sont totalement fantaisistes. Un alignement de F-14 appartenant également à la VF-1, avec leurs véritables marques d'escadrille, stationne sur le parking de la base de Miramar.
- Des erreurs ou des incohérences apparaissent dans les scènes aériennes, avec des avions dont les numéros varient entre les prises, tout comme la géométrie des ailes, ouvertes ou repliées, ou encore les masques à oxygène des pilotes, attachés ou détachés, sans compter les dialogues des pilotes ne correspondant pas aux images.
- Lors de la scène du combat final, quand l'avion de Maverick décolle depuis le pont d'envol du porte-avions, il utilise la catapulte tribord ; lors de la séquence suivante, le pont d'envol, à la proue, est encombré d'avions stationnés, empêchant tout décollage. L'avion de Maverick pour cette scène, procède en réalité à un passage à basse altitude à bâbord du bâtiment. Enfin, le tonneau exécuté est impossible en phase de décollage.
- Lors d'un tir canon depuis un des Mig-28, celui-ci engendre des impacts sur le fuselage avant d'un F-14, les impacts filmés sont clairement de petit calibre alors que le canon du mig-28 est multitube et donc sans doute tirant des obus de 20mm qui auraient du générer de bien plus importants dégâts.
- Certains missiles air-air AIM-9 Sidewinder montés sur les F-14 sont de couleur bleue, pour l'entrainement, alors que les scènes relatent une mission de combat.

## Aéronefs apparaissant dans le film
- Boeing 727
- Dassault Falcon 20
- Douglas A-4E/F Skyhawk

Les avions « agresseurs », contre lesquels les héros s’entraînent, sont des Douglas A-4F Skyhawk. Ils furent utilisés jusqu'en 1999 et remplacés par des F-16 Fighting Falcon.
- Douglas C-9B Skytrain II
- Grumman A-6 Intruder
- Grumman F-14A Tomcat

Dans la version française, le Grumman F-14 Tomcat est parfois appelé « F-Cat », comme lors de la scène de présentation de l'école quand le commandant Metcalf dit : « nous allons vous apprendre à pousser le F-Cat à ses extrêmes limites ». Il condense alors le nom de l'avion F-14 Tomcat en « F-Cat » (Cat pour « chat »). En revanche, le président du tribunal militaire qui juge Maverick pour son crash emploie le terme correct.
- Lockheed S-3 Viking
- LTV A-7 Corsair II
- Northrop F-5 Freedom Fighter

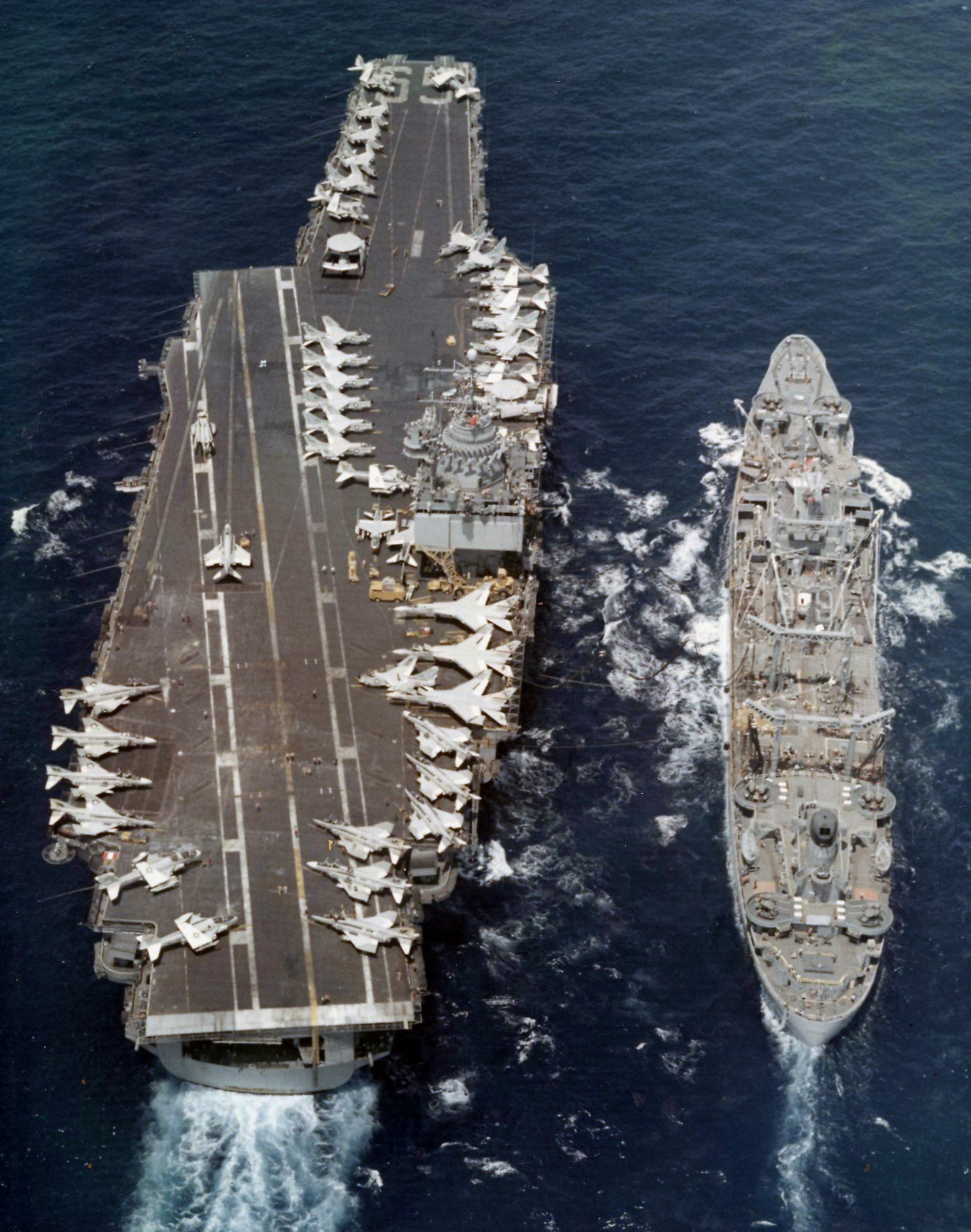
Le porte-avions USS Enterprise (à gauche) en 1973.

Les MiG-28 présentés dans le film sont en réalité des Northrop F-5 Freedom Fighter, dont l'apparence est modifiée (livrée noire avec étoiles rouges). En réalité, le MiG-28 n'existe pas dans l'inventaire russe. Selon le code OTAN, les modèles de MiG réels sont dénommés avec des numéros impairs pour les avions de combat, et des numéros pairs pour les autres types. Il est évident que la production du film ne pouvait pas se procurer des avions de chasse soviétiques pour le tournage d'un film à l'époque de la guerre froide entre les deux nations. Néanmoins, l'US Air Force possédait déjà à cette époque de nombreux exemplaires d'avions russes à des fins de tests et evaluations en secret.
Ironiquement, on peut noter que les forces russes ont bien récupéré des F-5 saisis par les forces nord-vietnamiennes pendant la guerre du Vietnam.
- Sikorsky HH-3A Sea King
- Sikorsky HH-3F Pelican

## Autour du film
La scène du prologue qui se déroule (accrochage dans l'Océan Indien contre un mystérieux pays hostile, avec un engagement qui oppose deux F-14 à deux MiG-28) évoque l'incident du Golfe de Syrte en 1981.
En septembre 2011, Legend3D (en) annonce, lors de la conférence International Broadcasting Convention (en) que le film sera converti en 3D, les séquences de combat aérien se prêtant particulièrement bien à cette technologie,. Cette version 3D est diffusée à partir du 8 février 2013.
Le personnage de Maverick est inspiré par celui de Randall « Duke » Cunningham, un pilote de F-4 Phantom II pendant la guerre du Viêt Nam. Il a abattu cinq MiG pendant l'année 1972, dont trois le 10 mai 1972. Il a notamment effectué à cette occasion une manœuvre en combat aérien similaire à celle de la fin du film. Il a aussi été instructeur à Top Gun et a terminé sa carrière comme Commander de l'US Navy.

Celui de Charlie s'inspire de Christine Fox (en) qui à est à l'époque présidente du centre américain d'analyses navales (en) et spécialiste des questions de défense.

### Impact sur le recrutement militaire

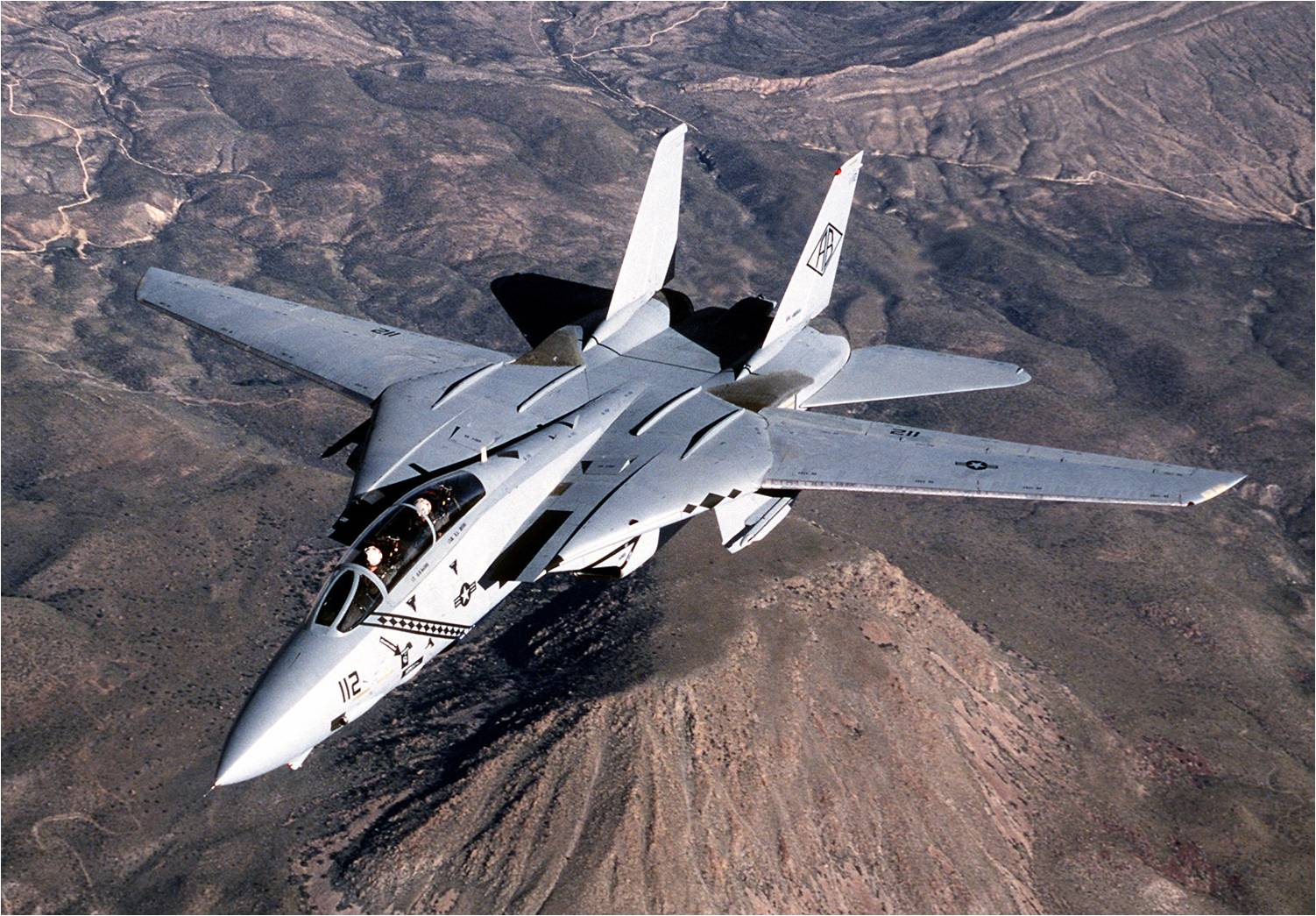
Un F-14 Tomcat en vol.

Le producteur John Davis affirma que Top Gun était une vidéo de recrutement pour l'US Navy telle que, après avoir vu le film, les spectateurs se disaient : « Whoa, je veux être un pilote ». Après la sortie du film, l'US Navy indiqua que le nombre de jeunes hommes souhaitant s’enrôler comme pilote augmenta de 500 %.

### Éditions en vidéo
En France, le film Top Gun est sorti en DVD le 10 août 2000, ainsi qu'une édition DVD spéciale le 17 mars 2005.
Avec l'arrivée du Blu-ray, une édition Collector Blu-ray est sortie le 8 avril 2009.
Le film est également sorti en VOD le 15 octobre 2017.
À la suite des évolutions techniques afin d'améliorer la qualité d'image et de sons, le film sort dans une édition limitée SteelBook Blu-ray 4K Ultra HD + Blu-ray le 2 décembre 2020.

### Suite
Peu de temps après la sortie du film, le scénario d'une suite est développé. Cependant, le projet se heurte à des questions logistiques et au cachet demandé par Tom Cruise.
En mai 2017, Tom Cruise confirme à nouveau le projet et évoque un début de tournage en 2018. Joseph Kosinski, qui a déjà dirigé Tom Cruise pour le film Oblivion (2013), est annoncé comme réalisateur possible, peu de temps après. Le film Top Gun: Maverick sort en 2022.